# Mesanthura hopkinsi
Mesanthura hopkinsi är en kräftdjursart som beskrevs av Hooker 1985. Mesanthura hopkinsi ingår i släktet Mesanthura och familjen Anthuridae.
Artens utbredningsområde är Mexikanska golfen. Inga underarter finns listade i Catalogue of Life.